# Francis Thompson
Francis Thompson (Preston, Lancashire, 16 de diciembre de 1859 - Londres, 13 de noviembre de 1907) fue un poeta británico.

## Biografía

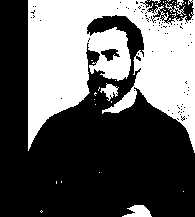
Francis Thompson.

Thompson estudió teología católica en el Ushaw College en Durham, y luego medicina en Manchester, aunque no culminó estos estudios. En 1885 se instaló en Londres con el objetivo de ser escritor. Toda su vida estuvo marcada por la pobreza, por una profunda religiosidad, y por su adicción al opio.
La mayor parte de su obra la escribió en el monasterio de Storrington, en Sussex, y su poema más conocido es The Hound of Heaven (El Galgo del Cielo).
Murió en 1907 a los 48 años de edad, gravemente afectado por la tuberculosis.
Su obra literaria influenció notablemente a Jules Supervielle y al joven escritor J. R. R. Tolkien.

## Perfil
Francis Thompson fue un asceta que fue percibido como un devoto católico. En 1889 Thompson escribió el cuento The End Crowns the Work (en latín Finis Coronat Opus); esta historia presenta a un poeta joven que sacrifica mujeres como ofrenda a los dioses paganos, buscando así la inspiración del infierno para potenciar su poesía, y ganar la fama que anhelaba.
Thompson con frecuencia fue visto por sus contemporáneos, como un fanático religioso capaz de cometer excesos, y también como un loco que bien podría llegar a realizar las acciones descritas en la historia que acaba de citarse.
En 1877 Thompson abrazó el sacerdocio, y en el otoño de 1878 se inscribió en la Manchester Royal Infirmary. Francis Thomson realizó pues este tipo de estudios en los próximos seis años, especializándose en cirugía, lo que requería de los estudiantes un físico fuerte y un temple a toda prueba. Los estudios de anatomía y las disecciones sin duda ocupaban mayoritariamente a los estudiantes en sus primeros años de estudios. 
Se sabe que entre 1885 y 1888, Francis Thompson vivió en el área de los muelles al sur de Whitechapel, aunque sin domicilio fijo, y que en esos años intentó con poco éxito ser alternativamente cirujano, sacerdote y soldado.

## Sospechas de serJack el Destripador
Como ya se dijo, Francis Thompson fue un poeta y ensayista británico que murió joven de tuberculosis y que vivió en la pobreza. Aunque no está comprobado, también pudo haber padecido dolencias venéreas.
El escritor Richard A. Patterson lo postuló en el año 2002 al cargo de homicida múltiple victoriano.
El motivo esgrimido para esta acusación, fue que Francis Thomson habría sufrido de un grave desquicio psíquico impelido por su religiosidad enfermiza y su misoginia extrema. Se podría haber tratado pues de un asesino del tipo de los que la moderna criminología califica de “misionero”, y que podría haber ultimado a las meretrices de Whitechapel para sanear a la sociedad, y castigarlas por propagar vicios y enfermedades. Adicionalmente y como ya se indicó, poseía habilidades quirúrgicas, y vivió en la zona de Whitechapel entre 1885 y 1888, cuestiones estas últimas que lo califican como sospechoso pero que obviamente no son concluyentes.

### Francis Thomson y Jack el Destripador
Por más que la mayoría de los entendidos en la temática de "Jack el Destripador" opinen, que son varios, las posibilidades de que Francis Thompson pudiera realmente haber cometido los crímenes, lo cierto es que en su momento fueron varios quienes sostuvieron esa posibilidad y escribieron al respecto, argumentando las razones que tenían para alimentar esta sospecha.
Cierto, las especulaciones y las teorías conspirativas sin bases muy sólidas y con escasas o nulas pruebas concretas, no tienen por lo general una relevancia tal que justifique la correspondiente mención en una enciclopedia o en un análisis relevante de algún otro tipo, pero el caso aquí señalado es distinto, ya que las suposiciones sobre la posible identidad del asesino de Whitechapel y el manejo que de este asunto se hizo por parte de la prensa de la época, sí tuvieron consecuencias significativas posteriores o inmediatas, por ejemplo en el involucramiento de personas comunes y corrientes en la cuestión al realizar denuncias concretas que la policía se vio obligada a investigar, y por ejemplo impulsando indirectamente el avance y la tecnificación de la criminología, así como la revisión y mejora de los procedimientos de investigación policial.
Por lo demás, la sospecha señalada sobre la posible identidad asesina oculta de Francis Thomson no recayó únicamente en esta persona, sino también en otros contemporáneos suyos, y el interés en recoger estas versiones surge porque la curiosidad en relación con estos crímenes no resueltos se mantiene aún en nuestros días. Por otra parte, el posible perfil de asesino psicótico y sangriento de Jack el Destripador, su modus operandi, sus víctimas y las particularidades de los crímenes, así como los sospechosos, sin lugar a dudas han inspirado muchas obras de ficción en los géneros novela policial y novela de terror.
Como muchos otros sospechosos de tener tendencias criminales y de tal vez haber cometido algunos de los horrendos crímenes acontecidos en Londres en 1888, Francis Thompson se lo consideró como posible asociado con la figura de 'Jack el Destripador' solamente por algunas circunstancias generales que lo señalaban como plausible candidato o como circunstancial cómplice o encubridor. En efecto, esta persona se había entrenado como médico y por tanto tenía conocimientos sobre anatomía y destrezas para los cortes, además de fortaleza física. Por otra parte, de 1885 a 1888 vivió en circunstancias precarias precisamente en Whitechapel. Notoriamente también sufría algún problema de tipo psicótico, como claramente lo puso de manifiesto su comportamiento y su posterior internación. Por lo demás, sus obras y sus lecturas revelaron un pensamiento algo especial en cuanto a la mujer, la religión, la violencia, los crímenes, y las adicciones (por ejemplo su historia corta titulada El fin corona la obra, donde se presenta a un poeta que sacrificaba a una mujer joven como ofrenda a los antiguos dioses, como un medio para así asegurar el éxito de su carrera en el campo de la poesía).

## Obras publicadas en inglés
- The Life and Labours of Saint John Baptist de la Salle, 1891.
- Health and Holiness, prefacio de G. Tyrell, 1905.
- Ode to English Martyrs, 1906; Selected Poems, editorial W. Meynell, 1908.
- Shelley, prefacio de G. Wyndham, 1909.
- Saint Ignatius Loyola, editorial J. Pollen, 1909, prefacio de W. Meynell, 1951.
- A Renegade and Other Essays, 1910.
- The Works of Francis Thompson, editorial Wilfrid Meynell, 3 volúmenes, 1913.
- Collected Poetry, 1913.
- Essays of Today and Yesterday, prefacio de W. Meynell, 1927.
- Selected Poems and Prose, 1929.
- Poems, editorial T. L. Connolly, 1932, edición revisada en 1941.
- Poems, editorial W. Meynell, 1937.
- Poems. Collected Edition with a Bibliography of First Printings, 1946.
- Literary Criticisms, editorial T. L. Connolly, 1948, reedición 1976.
- The Letters of Francis Thompson, editorial John Walsh, 1969.

## Traducciones al francés
- Francis Thompson, Le Lévrier du ciel, Casterman, traducido por Mme Maurice Denis-Graterolle, introducción de Hubert Colleye.